# Działanie grupy na zbiorze

Dla danego trójkąta równobocznego, obroty o kąty 120°, 240°, 0° w kierunku przeciwnym do ruchu wskazówek zegara wokół środka trójkąta tworzą grupę działającą na zbiorze wierzchołków trójkąta.

Działanie grupy – sposób opisania symetrii obiektów za pomocą pojęcia grupy. Istotne elementy obiektu opisane są za pomocą zbioru, a jego symetrie za pomocą jego grupy symetrii, która składa się z wzajemnie jednoznacznych przekształceń geometrycznych wspomnianego zbioru. Wówczas grupę tę nazywa się także grupą permutacji (szczególnie, jeśli zbiór jest skończony lub nie jest przestrzenią liniową) lub grupą przekształceń (szczególnie, gdy zbiór jest przestrzenią liniową, a grupa działa jak przekształcenia liniowe zbioru).
Działanie grupy jest elastycznym uogólnieniem pojęcia grupy symetrii, w której każdy jej element „działa” jak wzajemnie jednoznaczne przekształcenie (lub „symetria”) pewnego zbioru, lecz bez utożsamiania tego elementu ze wspomnianym przekształceniem. Pozwala to bardziej wyczerpująco opisać symetrie obiektu, takiego jak wielościan, przez zadziałanie tej samej grupy na kilku różnych zbiorach, np. zbiorze wierzchołków, zbiorze krawędzi i zbiorze ścian wielościanu.
Niezmienniczość działania grup na obiektach geometrycznych była główną ideą tzw. programu erlangeńskiego Feliksa Kleina. Ewaryst Galois w swoich pracach dotyczących rozwiązywania wielomianów przez pierwiastniki badał działanie grup Galois na zbiorach pierwiastków wielomianu.
Umożliwiając stosowanie idei geometrycznych do bardziej abstrakcyjnych tworów działania grup dostarczają wysokiego poziomu abstrakcji. Wiele obiektów matematycznych ma naturalnie określone na sobie działanie grupy. W szczególności grupy mogą działać także na innych grupach, a nawet na samych sobie. Mimo wspomnianej ogólności teoria działań grup zawiera szeroko stosowane w praktyce twierdzenia, jak np. twierdzenie o orbitach i stabilizatorach, które mogą być środkiem podczas dowodzenia mocnych wyników w innych działach matematyki.

## Definicja
Niech {\displaystyle G} będzie grupą, a {\displaystyle X} oznacza pewien zbiór, którego elementy nazywane punktami będą oznaczane pismem prostym. Wówczas (lewostronnym) działaniem grupy {\displaystyle G} na zbiorze {\displaystyle X} nazywa się funkcję dwuargumentową
{\displaystyle G\times X\to X;\;(g,x)\mapsto g\cdot x}
spełniającą następujące dwa aksjomaty:
- {\displaystyle (g\cdot h)\cdot x=g\cdot (h\cdot x),}
- {\displaystyle e\cdot x=x,}

gdzie {\displaystyle g,h} są dowolnymi elementami grupy {\displaystyle G,} element {\displaystyle x} należy do zbioru {\displaystyle X,} zaś {\displaystyle e} oznacza element neutralny w {\displaystyle G.} Zbiór {\displaystyle X} nazywa się wtedy (lewostronnym) {\displaystyle G}-zbiorem, co formalnie można oznaczać parą uporządkowaną {\displaystyle (X,G);} o grupie {\displaystyle G} mówi się zaś, że działa na {\displaystyle X} (z lewej strony).

### Homomorfizm w grupę symetryczną
Powyższe dwa aksjomaty gwarantują, że dla każdego {\displaystyle g\in G} funkcja przekształcająca {\displaystyle x\in X} w {\displaystyle g\cdot x} jest bijekcją {\displaystyle \varphi _{g}} zbioru {\displaystyle X.} Jeżeli nie prowadzi to do nieporozumień, wyznaczaną jednoznacznie przez element {\displaystyle g\in G} bijekcję {\displaystyle \varphi _{g}(x)} oznacza się niekiedy symbolem {\displaystyle g(x)} lub nawet {\displaystyle gx.} Dlatego też działanie grupy może być zdefiniowane jako homomorfizm grupowy {\displaystyle \varphi } z {\displaystyle G} w grupę symetryczną {\displaystyle \operatorname {Sym} (X)} wszystkich bijekcji {\displaystyle X} dany wzorem {\displaystyle \varphi (g)=\varphi _{g}.} Z tego też powodu dowolny homomorfizm {\displaystyle G\to \operatorname {Sym} (X)} można nazywać działaniem grupy na zbiorze.
Działanie to przypisuje każdemu elementowi grupy permutację {\displaystyle X} w taki sposób, że
- permutacją {\displaystyle X} odpowiadającą elementowi neutralnemu {\displaystyle G} jest odwzorowanie tożsamościowe {\displaystyle X;}
- permutacją {\displaystyle X} odpowiadającą iloczynowi {\displaystyle gh} dwóch elementów tej grupy jest złożenie permutacji przypisanych do {\displaystyle g} oraz {\displaystyle h.}

Ponieważ każdy element w {\displaystyle G} reprezentowany jest jako permutacja, działanie grupy nazywa się także reprezentacją permutacyjną.

### Działania lewo- i prawostronne
Analogicznie można zdefiniować prawostronne działanie grupy {\displaystyle G} na {\displaystyle X} jako funkcję {\displaystyle X\times G\to X} spełniającą aksjomaty
- {\displaystyle x\cdot (gh)=(x\cdot g)\cdot h;}
- {\displaystyle x\cdot e=x.}

Różnicą między działaniami lewostronnym i prawostronnym jest kolejność w jakiej iloczyn {\displaystyle gh} działa na {\displaystyle x.} W działaniu lewostronnym najpierw działa {\displaystyle h,} a potem {\displaystyle g,} zaś w prawostronnym wpierw działa {\displaystyle g,} a następnie {\displaystyle h.} Działanie lewostronne może być otrzymane z prawostronnego za pomocą złożenia z operacją odwracania z grupy. Jeżeli {\displaystyle {\mathcal {P}}} jest działaniem prawostronnym, to
{\displaystyle {\mathcal {L}}\colon G\times X\to X;(g,x)\mapsto {\mathcal {P}}(x,g^{-1})}
jest działaniem lewostronnym, ponieważ
{\displaystyle {\begin{aligned}{\mathcal {L}}(gh,x)&={\mathcal {P}}(x,(gh)^{-1})=x\cdot (h^{-1}g^{-1})\\&=(x\cdot h^{-1})\cdot g^{-1}={\mathcal {L}}(h,x)\cdot g^{-1}={\mathcal {L}}(g,{\mathcal {L}}(h,x))\end{aligned}}}
oraz
{\displaystyle {\mathcal {L}}(e,x)={\mathcal {P}}(x,e^{-1})=x\cdot e=x.}
Podobnie można przekształcić każde działanie lewostronne w prawostronne. Stąd w dalszej części rozważane będą wyłącznie lewostronne działania grupy, ponieważ działania prawostronne nic nie dodają.

## Przykłady
- Działanie trywialne dowolnej grupy {\displaystyle G} jest określone jako {\displaystyle g\cdot \mathrm {x} =\mathrm {x} } dla wszystkich {\displaystyle g\in G} oraz wszystkich {\displaystyle \mathrm {x} \in X,} tj. cała grupa {\displaystyle G} indukuje permutację tożsamościową na {\displaystyle X.}
- Jeżeli {\displaystyle X} jest niepustym zbiorem, a {\displaystyle G=\operatorname {Sym} (X),} to odwzorowanie {\displaystyle \operatorname {Sym} (X)\times X\to X} dane wzorem {\displaystyle (\sigma ,\mathrm {x} )=\sigma \cdot \mathrm {x} } jest działaniem grupy na zbiorze. Zapis {\displaystyle \sigma (\mathrm {x} )} wydaje się tym bardziej naturalny, ponieważ działaniu temu odpowiada homomorfizm identycznościowy; jest to „największe” działanie grupy na tym zbiorze, gdyż składa się z wszystkich jego permutacji. W szczególności grupa symetryczna {\displaystyle \operatorname {S} _{n}} i jej podgrupy działają na zbiorze skończonym {\displaystyle \{1,2,\dots ,n\}} permutując jego elementy.
- Grupa symetrii dowolnego obiektu geometrycznego działa na zbiorze jego punktów, w szczególności grupa symetrii wielościanu działa na jego zbiorze wierzchołków (a także na zbiorze jego ścian).

## Stabilizator, orbita, punkt stały
Nazwy te nawiązują do intuicji astronomicznych/geometrycznych dotyczących badania ruchów. Stabilizator elementu należącego do zbioru to zbiór elementów grupy, które nie „poruszają” elementu, stąd stabilizator całego zbioru to te elementy, które „nie poruszają” elementów zbioru (stabilizują je). Inną nazwą stabilizatora jest grupa izotropii (isos – równy, jednakowy, trópos – zwrot, obrót, zob. izotropia). Punkty stałe to punkty, które nie są „poruszane” przez żaden element grupy, czyli stabilizowane przez całą grupę.
Orbita to zbiór punktów, do których można przejść z danego punktu przy działaniu grupy. Same orbity są rozłączne, a punkty mogą przechodzić wyłącznie na punkty należące do tej samej orbity (każdy punkt należy do pewnej orbity). Jeżeli działanie wyróżnia na zbiorze tylko jedną orbitę (dowolny punkt może przejść na każdy inny), to działanie nazywa się tranzytywnym. Jeśli wyłącznie element neutralny grupy stabilizuje zbiór, to działanie nazywa się wiernym lub efektywnym.

### Definicje
Niech grupa {\displaystyle G} działa na zbiorze {\displaystyle X} oraz {\displaystyle x\in X.} Zapis działania {\displaystyle g\cdot x} zostanie zarzucony na rzecz {\displaystyle g(x),} co uwydatni sens oznaczeń poszczególnych obiektów.
Zbiór
{\displaystyle G(x)=\{g(x)\colon \,g\in G\}}
nazywa się orbitą elementu (wyznaczaną przez element) {\displaystyle x}; czasami oznacza się go również po prostu {\displaystyle Gx} (w nawiązaniu do oznaczenia działania jako {\displaystyle gx}).
Zbiór wszystkich orbit w {\displaystyle X} ze względu na działanie grupy {\displaystyle G} zapisuje się symbolem {\displaystyle X/G} i nazywa ilorazem działania; w kontekście geometrycznym obiekt ten może być nazywany przestrzenią orbit.
Zbiór
{\displaystyle G_{x}=\{g\in G\colon \,g(x)=x\}}
nazywa się stabilizatorem bądź grupą izotropii elementu {\displaystyle x,} który oznacza się również symbolem {\displaystyle \operatorname {Stab} (x).} Zbiór wszystkich stabilizatorów elementów zbioru {\displaystyle X} nazywa się stabilizatorem (zbioru) bądź grupą izotropii (zbioru) i oznacza {\displaystyle G_{X}} lub {\displaystyle \operatorname {Stab} (X).}
Punkt {\displaystyle x} nazywa się punktem stałym, jeżeli spełnia on warunek
{\displaystyle G(x)=\{x\},} czyli {\displaystyle g(x)=x} dla każdego {\displaystyle g\in G,}
co jest równoważne
{\displaystyle G_{x}=G.}
Zbiór punktów stałych wyznaczanych przez element {\displaystyle g} oznacza się {\displaystyle X^{g},} a zbiór wszystkich punktów stałych jest zapisywany jako {\displaystyle X^{G}.}

### Własności
Orbity
Własności grupy gwarantują, że zbiór orbit w {\displaystyle X} tworzy podział tego zbioru ze względu na działanie grupy {\displaystyle G.} Relacja równoważności wyznaczająca ten podział dana jest wzorem
{\displaystyle x\sim y\iff \exists _{g\in G}\;g(x)=y,}
a orbity są klasami abstrakcji tej relacji, a więc dwa elementy są uważane za równoważne wtedy i tylko wtedy, gdy oba wyznaczają tę samą orbitę (leżą w jednej orbicie), tzn. {\displaystyle G(x)=G(y).}
Stabilizatory
Stabilizator {\displaystyle G_{x}} punktu {\displaystyle x} jest podgrupą w {\displaystyle G.} Wynika to z faktu, iż wraz ze stałą na pewnym punkcie bijekcją wyznaczaną przez dany element do stabilizatora należy bijekcja do niej odwrotna, która również jest stała na pewnym punkcie oraz tego, iż złożenie dwóch bijekcji stałych na danym punkcie również jest stałe na tym punkcie. Zwykle nie jest to jednak podgrupa normalna. Grupa {\displaystyle G} działa na {\displaystyle X} w sposób wolny wtedy i tylko wtedy, gdy wszystkie stabilizatory są trywialne.
Stabilizator {\displaystyle \operatorname {Stab} (X)} całego zbioru to przecięcie wszystkich stabilizatorów elementów tego zbioru, gdyż przecięcie podgrup danej grupy również jest jej podgrupą. Tłumaczy to nazwę „grupa izotropii”.
Stabilizator zbioru {\displaystyle X} można zdefiniować jako zbiór {\displaystyle \{g\in G\colon \,\forall _{x\in X}\;g(x)=x\}.} Innymi słowy są to te elementy grupy {\displaystyle g,} które wyznaczają przekształcenia tożsamościowe na zbiorze {\displaystyle X,} czyli {\displaystyle \varphi _{g}=\operatorname {id} .} Wynika stąd, że {\displaystyle \operatorname {Stab} (X)} jest podgrupą normalną w {\displaystyle G} jako jądro homomorfizmu {\displaystyle \varphi \colon G\to \operatorname {Sym} (X).}

### Twierdzenie
Niech będzie dane dla ustalonego {\displaystyle x\in X} przekształcenie {\displaystyle G\to X} dane wzorem {\displaystyle g\mapsto g(x).} Obrazem tego odwzorowania jest orbita wyznaczana przez punkt {\displaystyle x,} a koobraz jest zbiorem wszystkich warstw lewostronnych stabilizatora {\displaystyle G_{x}.} Zwykłe twierdzenie o ilorazie teorii grup daje naturalną bijekcję między grupą ilorazową {\displaystyle G/G_{x}} a {\displaystyle G(x).} Bijekcja ta dana jest wzorem {\displaystyle hG_{x}\mapsto h(x).} Wynik ten znany jest w literaturze angielskiej jako „twierdzenie o orbitach i stabilizatorach” (ang. orbit-stabilizer theorem) lub „twierdzenie o klasyfikacji G-orbit” (ang. classification of G-orbits).

### Wnioski
Zliczanie elementów
Powyższe twierdzenie wraz z twierdzeniem Lagrange’a daje
{\displaystyle |G(x)|=[G\colon G_{x}].}
Dla {\displaystyle G} i {\displaystyle X} skończonych dodatkowo zachodzi
{\displaystyle |G(x)|=[G\colon G_{x}]=|G|/|G_{x}|.}
Wynik ten stosuje się szczególnie często podczas zliczania elementów zbioru.
Sprzężenie stabilizatorów
Należy zauważyć, że jeżeli dwa elementy {\displaystyle x,y} należą do tej samej orbity, to ich podgrupy stabilizujące {\displaystyle G_{x},G_{y}} są izomorficzne (lub sprzężone). Dokładniej: jeśli {\displaystyle y=g(x),} to {\displaystyle G_{y}=gG_{x}g^{-1}.} O punktach mających sprzężone podgrupy stabilizujące mówi się, że mają ten sam typ orbity.
Lemat Burnside’a
Wynikiem blisko związanym z powyższym twierdzeniem jest lemat Burnside’a:
{\displaystyle |X/G|={\frac {1}{|G|}}\sum _{g\in G}\left|X^{g}\right|,}
gdzie {\displaystyle X^{g}} to zbiór punktów stałych wyznaczanych przez element {\displaystyle g.} Z wyniku tego korzysta się głównie, gdy tak {\displaystyle G,} jak i {\displaystyle X} są skończone, można go wówczas interpretować następująco: liczba orbit jest równa średniej liczbie punktów stałych przypadających na jeden element grupy.
Zbiór różnic formalnych skończonych {\displaystyle G}-zbiorów tworzy pierścień nazywany pierścieniem Burnside’a, gdzie dodawanie odpowiada sumie rozłącznej, a mnożenie iloczynowi kartezjańskiemu.

## Rodzaje
Działanie grupy {\displaystyle G} na zbiorze {\displaystyle X} jest:
- przechodnie lub tranzytywne, jeżeli dla dowolnych punktów {\displaystyle x,y\in X} istnieje element {\displaystyle g\in G} taki, że {\displaystyle y=g(x),} czyli zbiór zawiera wyłącznie jedną orbitę.
  - ściśle przechodnie (tranzytywne), jeżeli wspomniane {\displaystyle g} jest dokładnie jedno; jest to równoważne niżej zdefiniowanej regularności.
- n-przechodnie (n-tranzytywne), jeżeli dla dowolnych parami różnych {\displaystyle x_{1},\dots ,x_{n}} i parami różnych {\displaystyle y_{1},\dots ,y_{n}} istnieje takie {\displaystyle g(x_{k})=y_{k}} dla {\displaystyle k=1,\dots ,n.} Działanie 2-przechodnie (2-tranzytywne) nazywa się czasami dwukrotnie przechodnim (tranzytywnym), 3-przechodnie (3-tranzytywne) – trzykrotnie przechodnim (tranzytywnym) itd.
  - ściśle n-przechodnie (tranzytywne), jeśli istnieje dokładnie jedno takie {\displaystyle g.}
- wierne bądź efektywne, jeżeli dla dowolnych dwóch różnych {\displaystyle g,h\in G} istnieje {\displaystyle x\in X} taki, że {\displaystyle g(x)\neq h(x);} równoważnie: jeżeli dla dowolnego {\displaystyle e\neq g\in G} istnieje {\displaystyle x\in X} taki, że {\displaystyle g(x)\neq x;} intuicyjnie: różne elementy {\displaystyle G} indukują różne permutacje {\displaystyle X.}
- wolne, jeżeli dla dowolnych dwóch różnych {\displaystyle g,h\in G} i wszystkich {\displaystyle x\in X} zachodzi {\displaystyle g(x)\neq h(x);} równoważnie, jeżeli {\displaystyle g(x)=x} dla każdego {\displaystyle x,} to {\displaystyle g=e.}
- regularne, jeżeli jest zarazem przechodnie i wolne; jest to równoważne warunkowi, iż dla każdych dwóch {\displaystyle x,y\in X} istnieje dokładnie jedno {\displaystyle g\in G} takie, że {\displaystyle g(x)=y.} W tym przypadku o {\displaystyle X} mówi się, że jest główną przestrzenią jednorodną lub że jest {\displaystyle G}-torsorem.
- lokalnie wolne, jeżeli {\displaystyle G} jest grupą topologiczną i istnieje otoczenie {\displaystyle U} elementu {\displaystyle e\in G} takie, że ograniczenie działania do {\displaystyle U} jest wolne; to znaczy, jeżeli {\displaystyle g(x)=x} dla pewnego {\displaystyle x} i pewnego {\displaystyle g\in U,} to {\displaystyle g=e.}

Każde działanie wolne na niepustym zbiorze jest wierne. Grupa działa wiernie na {\displaystyle X} wtedy i tylko wtedy, gdy jego stabilizator jest trywialny, tzn. homomorfizm {\displaystyle G\to \operatorname {Sym} (X)} opisujący działanie ma trywialne jądro, czyli jest monomorfizmem (zanurzeniem). Stąd przy wiernym działaniu grupa {\displaystyle G} jest izomorficzna z grupą permutacji w {\displaystyle X;} w szczególności {\displaystyle G} jest izomorficzna z własnym obrazem w {\displaystyle \operatorname {Sym} (X).}
Jeżeli {\displaystyle G} nie działa wiernie na {\displaystyle X,} można w łatwy sposób zmodyfikować grupę tak, by uzyskać działanie wierne. Grupa ilorazowa {\displaystyle G/\operatorname {Stab} (X)} działa wiernie na {\displaystyle X} według wzoru {\displaystyle {\big (}g\operatorname {Stab} (X){\big )}(x)=g(x).} Pierwotne działanie {\displaystyle G} na {\displaystyle X} jest wierne wtedy i tylko wtedy, gdy {\displaystyle \operatorname {Stab} (X)=\{e\}.}

## Porównywanie
Niech {\displaystyle G} oraz {\displaystyle H} działają odpowiednio na zbiorach {\displaystyle X} oraz {\displaystyle Y.} Podobieństwem między {\displaystyle G} a {\displaystyle H} nazywa się parę {\displaystyle (\varphi ,f)} złożoną z izomorfizmu {\displaystyle \varphi \colon G\to H} oraz bijekcji {\displaystyle f\colon X\to Y} związanych ze sobą wzorem
{\displaystyle f\varphi _{g}=gf}
gdzie {\displaystyle \varphi _{g}\colon H\to Y} dla {\displaystyle g\in G,} tzn. dla dowolnego {\displaystyle x\in X} zachodzi
{\displaystyle f(\varphi _{g}(x))=g\cdot f(x).}
Jeśli {\displaystyle X=Y,} to {\displaystyle \varphi _{g}=f^{-1}gf,} tzn. dla {\displaystyle x\in X} jest
{\displaystyle \varphi _{g}(x)=f^{-1}{\Big (}g\cdot f(x){\Big )},}
przy czym {\displaystyle f\in \operatorname {Sym} (X).} W ten sposób grupy {\displaystyle G} i {\displaystyle H} działające na {\displaystyle X} są podobne wtedy i tylko wtedy, gdy pewien automorfizm {\displaystyle f\in \operatorname {Sym} (X)} wyznacza sprzężenie {\displaystyle G} oraz {\displaystyle H} (por. działanie grupy na sobie).
Podobieństwo jest relacją mocniejszą od izomorfizmu, czego przykładem mogą być grupy
{\displaystyle G={\Big \langle }(1,2)(3,4){\Big \rangle }} oraz {\displaystyle H={\Big \langle }(1,2)(3)(4){\Big \rangle },}
które są izomorficzne jako grupy abstrakcyjne (generują grupę czwórkową Kleina), lecz nie są podobne jako grupy permutacji.
Jeśli {\displaystyle G=H,} to można przyjąć, że {\displaystyle \varphi =\operatorname {id} \colon G\to G,} tzn. {\displaystyle \varphi _{g}=g,} co upraszcza powyższą definicję: jeżeli istnieje bijekcja {\displaystyle f\colon X\to Y} taka, że
{\displaystyle f\left(g\cdot x\right)=g\cdot f(x)} dla wszystkich {\displaystyle x\in X} oraz {\displaystyle g\in G,}
to zbiory {\displaystyle X} oraz {\displaystyle Y} nazywa się {\displaystyle G}-izomorficznymi.

## Zastosowania

### Reprezentacja grupy
Macierz {\displaystyle A} kwadratowa stopnia {\displaystyle n\in \mathbb {N} } nad ciałem {\displaystyle K} wyznacza przekształcenie liniowe przestrzeni liniowej {\displaystyle K^{n}} w siebie. Pełną grupę liniową {\displaystyle \operatorname {GL} (n,K)} można traktować zatem jako grupę przekształceń zbioru {\displaystyle K.} Każdy homomorfizm {\displaystyle \varphi \colon G\to \operatorname {GL} (n,K)} wyznacza działanie grupy {\displaystyle G} na przestrzeni {\displaystyle K^{n}.} Działania te nazywa się reprezentacjami grupy {\displaystyle G} w przestrzeni {\displaystyle K^{n}.} Jeśli {\displaystyle \varphi } jest różnowartościowy, to reprezentację nazywa się wierną.

### Działania grupy na sobie
Działanie dowolnej grupy {\displaystyle G} na sobie przez mnożenie z lewej strony jest regularne, a więc i wierne. Każda grupa może być więc zanurzona w grupie symetrycznej własnych elementów {\displaystyle \operatorname {Sym} (G).} Jest to wynik znany jako twierdzenie Cayleya.
Innym ważnym działaniem grupy na sobie, bardzo pomocnym podczas badania jej struktury, jest działanie poprzez tzw. automorfizmy wewnętrzne (sprzężenia), określone wzorem
{\displaystyle g\cdot x=gxg^{-1}.}
Automorfizm {\displaystyle a_{x}(g)=gxg^{-1}} zapisywany jest też często jako {\displaystyle x^{g},} gdyż zachowuje się on, zgodnie ze swoim oznaczeniem, tak jak potęga.
Orbitami tego działania są zbiory {\displaystyle x^{G}=\{x^{g}\colon \,g\in G\}} nazywane klasami sprzężoności (klasami elementów sprzężonych), natomiast stabilizator {\displaystyle G_{x}=\{g\in G\colon \,gxg^{-1}=x\}} nazywa się centralizatorem elementu {\displaystyle x} i oznacza {\displaystyle \operatorname {C} _{G}(x)} lub krótko: {\displaystyle \operatorname {Z} (x);} są to wszystkie elementy grupy {\displaystyle G} przemienne z elementem {\displaystyle x.} Stabilizator {\displaystyle \operatorname {C} _{G}(G)} całego zbioru nazywa się centrum grupy i oznacza się symbolem {\displaystyle \operatorname {Z} (G);} są to te elementy, które są przemienne z dowolnym elementem grupy.

### Równanie klas
Niech {\displaystyle G} będzie grupą skończoną działającą na zbiorze skończonym {\displaystyle X,} a {\displaystyle x_{1},\dots ,x_{n}} będą reprezentantami wszystkich orbit w zbiorze {\displaystyle X.} Ponieważ zbiór {\displaystyle X} rozpada się na rozłączne orbity:
{\displaystyle X=\bigcup _{i=1}^{n}~G_{x_{i}},}
to prawdą jest, iż moc zbioru {\displaystyle X} jest równa sumie mocy poszczególnych orbit, czyli sumie indeksów stabilizatorów w grupie (zob. wniosek):
{\displaystyle |X|=\sum _{i=1}^{n}~[G\colon G_{x_{i}}].}
Równanie to nazywa się często równaniem klas, można je wyprowadzić wprost z twierdzenia o stabilizatorach i orbitach. Równanie klas jest narzędziem dowodzenia wielu twierdzeń w teorii grup skończonych. Można je wykorzystać także w dowodzie twierdzenia Cauchy’ego i twierdzenia Sylowa (zob. zastosowania równania dla klas sprzężoności).